# Соломка Богдан Юрійович
Богда́н Ю́рійович Соло́мка (25 грудня 1992 — 20 січня 2024) — український військовослужбовець, екссоліст рівненської обласної філармонії, учасник російсько-української війни. Загинув в ході російського вторгнення в Україну.

## Життєпис
Проживав в місті Сарни. Навчався в РДГУ на факультеті хорового диригування. Був солістом у Рівненській філармонії.
На початку повномасштабного вторгнення разом з батьком та братом долучилися до війська. Богдан був парамедиком у лавах ДУК ПС.
Загинув 20 січня 2024 року під час виконання бойового завдання у Запорізькій області. Поруч з ним був його брат, який, зазнавши тяжкої контузії, евакуював тіло Богдана з поля бою.

## Нагороди
- Орден «За мужність» ІІІ ступеня[3]